# 施潘哈伦施泰特
施潘哈伦施泰特是德国下萨克森州的一个市镇。总面积36.07平方公里，总人口1443人，其中男性744人，女性699人（2011年12月31日），人口密度40人/平方公里。